# 額田縣
額田縣（日语：〔〕／ Mukata-ken */?）是日本於1871年至1872年期間曾經設立的行政區劃，縣廳設於額田郡的岡崎城（位於現在的岡崎市），其管轄範圍包括過去明治維新以前的三河國全部地區及尾張國的知多郡，相當於現在的愛知縣東半部區域；於1872年遭到廢除，廢除後轄區被併入愛知縣。

## 歷史
1868年新政府取代江戶幕府後，設立三河裁判所管理三河國內的幕府直屬及旗本領地，後旋即改組為三河縣，但三河縣在三河國內的區域在隔年就被拆分至重原藩及伊那縣。
1871年日本實施廢藩置縣，在三河國及尾張國原屬田原藩、豐橋藩、半原藩、西大平藩、岡崎藩、舉母藩、西尾藩、西端藩、刈谷藩、重原藩、尾張藩、犬山藩的區域改隸屬田原縣、豐橋縣、半原縣、西大平縣、岡崎縣、舉母縣、西尾縣、西端縣、刈谷縣、重原縣、名古屋縣、犬山縣。
同年11月，日本政府進行第一次府縣整併，將位於三河國內的區域與尾張國的知多郡整併為新縣，由於新縣縣廳設於額田郡，因此新縣及命名為額田縣。
1872年12月，額田縣與位於原尾張國的愛知縣整併成為現在的愛知縣。

## 歴任知事
| 職稱       | 姓名   | 上任日期       | 卸任日期       | 備註                       |
| ---------- | ------ | -------------- | -------------- | -------------------------- |
| 權令       | 林厚德 | 1871年12月26日 | 1872年12月27日 | 前大藏省官員、原德島藩藩士 |
| 參考資料： |        |                |                |                            |